# 戴維斯縣 (猶他州)
戴維斯縣（英語：Davis County）是美国犹他州中北部的一個縣，面積1,641平方公里，是全州面積最小的縣。根據2020年美國人口普查，共有人口36萬2,679人。縣治法明頓（Farmington）。該縣成立於1852年，縣名紀念摩門軍團的司令丹尼爾·C·戴維斯。